# الاعتلال الدماغي المزمن في الألعاب الرياضية
حدثت معظم الحالات الموثقة لاعتلال الدماغ الرضحي المزمن لدى الرياضيين المشاركين في الرياضات الاحتكاكية، مثل: (الملاكمة، وكرة القدم الأمريكية، والمصارعة، وهوكي الجليد، والفنون القتالية المختلطة، والرجبي، وكرة القدم). تشمل عوامل الخطورة الأخرى الانتساب إلى الجيش، والعنف الأسري السابق، والضرب المتكرر على الرأس. المقدار الدقيق للأذية أو الضرر المطلوب لحدوث الحالة غير معروف. فيما يلي قائمة بالحالات البارزة لمرض الاعتلال الدماغي الرضحي المزمن في الرياضة.

## الملاكمة
بدأ إدخال الاعتلال الدماغي الرضحي المزمن وعلاقته بالملاكمة في عام 1928، عندما اكتشف الدكتور هاريسون ستانفورد مارتلاند متلازمة الملاكم المترنح (Punch Drunk Syndrome)، وهي العلامة الأولى لاعتلال الدماغ الرضحي المزمن في الملاكمين.
غالبًا ما أبلِغ عن أعراض الاعتلال الدماغي الرضحي المزمن في الملاكمين، ولكن لسوء الحظ، لم يتبرع العديد من الملاكمين الذين شُخِّصوا بمتلازمة الملاكم المترنح أو الخرف الدماغي أو الاعتلال الدماغي الرضحي المزمن بأدمغتهم لمراجعة تشريح الجثة. في عام 2005 بعد نحو 77 عامًا من اكتشافه، كان هنالك أقل من 50 حالة من حالات الإصابة بالاعتلال الدماغي الرضحي المزمن التي عُثر عليها بعد الوفاة.
هنالك بعض الحالات الملحوظة للخرف الدماغي والاعتلال الدماغي المزمن ومتلازمة الملاكم المترنح لدى الملاكمين المتوفين، ومنهم: نوثان ايهريلك، وجاك دويل، واد ولغاست، وجو غريم، وديل فونتان، وجيمي ايليس، وجيري كوري، جيمي يونغ (ملاكم)، وبوبي شاكون، ومايك كواري، وإميل جريفيث، وويلي بيب، وبيلي كون.
الحالات الأخرى للملاكمين الذين جرى التكهن بأنهم عانوا من اعتلال الدماغ المزمن، ولكن لم يُشخّصوا على الإطلاق بهذه الحالة هم: تيري ماكغفرن، وباتلينج نيلسون، ومحمد علي، وشوجر راي روبنسون، وفريتزي زيفيك، وميلدريك تيلور، وروكي جرازيانو.
الملاكمون الذين يعانون حاليًا من أعراض الاعتلال الدماغي المزمن بدءًا من عام 2021: الأيرلندي ميكي وارد، وآلان بليويس (الصخرة)، ويلفريد بينيتيز، وهيرول جراهام.

## الهوكي الجليدي
جرى التعرف أيضًا على الرياضيين من الرياضات الأخرى الذين يعانون من الاعتلال الدماغي المزمن، مثل لاعب الهوكي بوب بروبرت. شخَّص أطباء الأمراض العصبية في جامعة بوسطن ريج فليمنج بأنه أول لاعب هوكي مصاب بهذا المرض. أُعلن هذا الاكتشاف في ديسمبر 2009، بعد ستة أشهر من وفاة فليمنغ.
شُخص ريك مارتن، المعروف بكونه جزءًا من Buffalo Sabers French Connection، بأنه مصاب بالاعتلال الدماغي الرضحي المزمن بعد تحليل دماغه بعد وفاته. كان مارتن أول حالة موثقة للاعب هوكي الجليد غير معروف بأنّ لديه الاعتلال الدماغي؛ يُعتقد أن مارتن قد أصيب بالمرض في المقام الأول نتيجة لارتجاج شديد في المخ في عام 1977 بينما لم يكن يرتدي خوذة. كان المرض في حالة متوسط الشدة ودون أعراض، ولم يؤثر في وظائفه الإدراكية. توفي بنوبة قلبية في مارس 2011 عن عمر يناهز 59 عامًا.
وفي غضون بضعة أشهر أيضًا في عام 2011، وفاة ثلاثة من «منفذي الإنفاذ» للهوكي - ديريك بوجارد نتيجة الاستهلاك المفرط للمسكنات والكحول، وريك ريبيان، نتيجة الانتحار على ما يبدو، ووايد بيلاك، الذي ورد أنه مصاب بالاكتئاب مثل ريبيان؛ وكل من لديه سجل حافل بالقتال والضربات في الرأس والارتجاجات، أدت إلى مزيد من المخاوف بشأن الاعتلال الدماغي الرضحي المزمن. في أكتوبر2011، فحصت جامعة بوسطن الطبية دماغ أوجارد، وأكدت وجود الاعتلال الدماغي المزمن.
أحد لاعبي دوري الهوكي الوطني المعروف جزئيًا بقيادة «موكب الضربة»، الجناح الأيمن السابق لبوسطن بروين (شون ثورنتون) يفكر في «المصادفة المأساوية» للوفيات الثلاث الأخيرة في الدوري، واتفق على أن وفاتهم كانت للسبب نفسه، ومع ذلك لا يزال يدافع عن دور القتال على حلبة التزلج.
في عام 2016، ورد أن ستيفن بيت، الذي كان يبلغ من العمر 36 عامًا، وكان سابقًا منفذًا في واشنطن كابيتالز خلال مسيرته المهنية، يعاني من أعراض شديدة من الاعتلال الدماغي المزمن. أفيد أن والده والتر قلق من أن ينضم ابنه إلى قائمة «الموتى قبل بلوغ سن الخمسين، منذ 2010»، متضمنةً بووجارد، ورايبن، وبيلاك، وستيف مونتادور.
في ديسمبر 2017، توفي زارلي زالابسكي عن عمر يناهز 49 عامًا بعد مضاعفات مرتبطة بعدوى فيروسية. بعد وفاته، أرادت أخته معرفة؛ هل كان يعاني من أية مشكلات في الدماغ؟، وتأكدت إصابته بالاعتلال الدماغي المزمن. في عام 1989، كان ميريل هوج في فريق كرة القدم بيتسبرغ ستيلر، عندما كان زالابسكي في فريق الهوكي الجليدي بيتسبرغ بينجوين. كان الاثنان جزءًا من حملة سلامة الخوذة المدنية. قبل سنوات قليلة من وفاة زالابسكي، اتصلت أخته كيلا بهوج لمساعدة شقيقها الذي كان يعاني من مشكلات في صحته، ما أدى إلى إحالته إلى التقاعد.
في يناير 2018، انتحر لاعب الهوكي السابق وكابتن فريق مينيسوتا دولوث بولدوج (أندرو كارول)، عن عمر يناهز 32 عامًا. شُخِّصت حالته رسميًا فقط بإصابته ببعض الارتجاجات. بعد النظر إلى نتائج أندرو المختبرية، قدر الباحثون في جامعة بوسطن أن الرقم كان أقرب إلى 20. بعد مرور أكثر من عام بقليل، شُخِّص أندرو كارول بمرض الاعتلال الدماغي المزمن.
في عام 2011، حظرت لعبة الهوكي في الولايات المتحدة الأمريكية، التي تتحكم في القواعد المحيطة بهوكي الشباب في الولايات المتحدة، فحص الجسم مع فحص الرأس أو الرقبة للأطفال الذين تتراوح أعمارهم بطين 13-14 عامًا أو أقل. من المفترض أن يساعد هذا على منع لاعبي الهوكي الشباب من الإصابة بارتجاج في المخ، وإصابات أخرى في هوكي الشباب.
في فبراير 2015، توفي ستيف مونتادور بنحو غير متوقع، ووجد الفحص اللاحق لدماغ مونتادور من قبل الأطباء في مركز كريمبيل لعلوم الأعصاب في مستشفى تورنتو الغربي «وجودًا واسع النطاق» للاعتلال الدماغي الرضحي المزمن. وبهذا ينضم مونتادور إلى القائمة المتزايدة من لاعبي هوكي الجليد السابقين الذين اكتشفوا أنهم مصابون بالاعتلال الدماغي المزمن، التي تشمل ريك مارتن، وديريك بوجارد، وريج فليمنغ.
جادل بعض الباحثين بأن الدراسات الطولية المستقبلية، التي تتبع الموضوعات بمرور الوقت، ضرورية لفهم أسباب مرض الاعتلال الدماغي الرضحي المزمن وتطوره.